# 安树德
安树德（1885年—1951年2月），字润身，回族。山东省德州市北营村人，其父安宝森为古苏禄国东王巴都葛·叭哈喇在华第十四代孙。中华民国军事将领。

## 生平
1913年秋，在山东入冯玉祥部当兵，其后一直追随冯玉祥。1915年，随冯部入川，参加蔡锷发起的护国战争。1917年随冯部攻入北京。1920年任第四团第二营五连连长。1922年春，冯就任河南督军时，安任新兵营营长。1925年春，冯出任国民军总司令时，安任第二师第四旅十二团团长，1926年春任第二师第六旅旅长，参加五原誓师，响应北伐。1927年任第十八师师长兼陇东(平凉)镇守使、中将，青海剿匪总指挥。1930年蒋阎冯中原大战期间，安树德留守后方，以军用无线电台与兰州保持通讯联系，分兵控制甘青交通线，令冯部无后顾之忧。冯玉祥失败下野后，安树德即解甲为民，初隐居北京，后参加吉鸿昌在天津六国饭店组织的原西北军将领聚会筹划抗日，吉鸿昌遇刺后，安树德举家移居天津法租界避难。1933年全家回乡，居住德州。抗战期间一直在天津和德州两地从事工商业。1942年春夏，在德州参与营救被捕的八路军干部艾大炎，使其安全返回冀南抗日根据地。1951年2月在天津病故。